# ذاكرلو
ذاكرلو هي قرية في مقاطعة بل دشت، إيران. يقدر عدد سكانها بـ 538 نسمة بحسب إحصاء 2016.